# Strzelectwo na Igrzyskach Panamerykańskich 2019
Strzelectwo na Igrzyskach Panamerykańskich 2019 odbywało się w dniach 8–10 sierpnia 2019 roku w Base aérea Las Palmas w Limie. Dwustu pięćdziesięciu sześciu zawodników obojga płci rywalizowało łącznie w piętnastu konkurencjach indywidualnych i zespołowych.
Zawody były jedną z kwalifikacji do LIO 2020, a podczas nich ustanowiono kilkanaście rekordów igrzysk.

## Podsumowanie

### Klasyfikacja medalowa
| Klasyfikacja medalowa | Klasyfikacja medalowa | Klasyfikacja medalowa | Klasyfikacja medalowa | Klasyfikacja medalowa | Klasyfikacja medalowa |
| Miejsce               | państwo               | Złoto                 | Srebro                | Brąz                  | Razem                 |
| --------------------- | --------------------- | --------------------- | --------------------- | --------------------- | --------------------- |
| 1                     | Stany Zjednoczone     | 10                    | 8                     | 2                     | 20                    |
| 2                     | Kuba                  | 4                     | 2                     | 1                     | 7                     |
| 3                     | Argentyna             | 1                     | 0                     | 2                     | 3                     |
| 4                     | Ekwador               | 0                     | 2                     | 2                     | 4                     |
| 5                     | Meksyk                | 0                     | 1                     | 3                     | 4                     |
| 6                     | Chile                 | 0                     | 1                     | 0                     | 1                     |
| 7                     | Gwatemala             | 0                     | 1                     | 0                     | 1                     |
| 8                     | Brazylia              | 0                     | 0                     | 2                     | 2                     |
| 9                     | Peru                  | 0                     | 0                     | 2                     | 2                     |
| 10                    | Kanada                | 0                     | 0                     | 1                     | 1                     |
| Razem                 | Razem                 | 15                    | 15                    | 15                    | 45                    |

### Medaliści
| Konkurencja                  | 1. miejsce                                          | 2. miejsce                                              | 3. miejsce                                  |           |
| Mężczyźni                    | Mężczyźni                                           | Mężczyźni                                               | Mężczyźni                                   | Mężczyźni |
| ---------------------------- | --------------------------------------------------- | ------------------------------------------------------- | ------------------------------------------- | --------- |
| Karabin pneumatyczny 10 m    | Lucas Kozeniesky                                    | Edson Ramirez                                           | Marcelo Gutierrez                           |           |
| Karabin trzy postawy 50 m    | Timothy Sherry                                      | Michael McPhail                                         | José Luis Sánchez                           |           |
| Pistolet pneumatyczny 10 m   | Jorge Grau                                          | Nickolaus Mowrer                                        | Júlio Almeida                               |           |
| Pistolet szybkostrzelny 25 m | Jorge Álvarez                                       | Leuris Pupo                                             | Marko Carrillo                              |           |
| Trap                         | Brian Burrows                                       | Derek Haldeman                                          | Roberto Schmits                             |           |
| Skeet                        | Christian Elliott                                   | Juan Schaeffer                                          | Nicolas Pacheco                             |           |
| Kobiety                      |                                                     |                                                         |                                             |           |
| Karabin pneumatyczny 10 m    | Alison Weisz                                        | Minden Miles                                            | Fernanda Russo                              |           |
| Karabin trzy postawy 50 m    | Sarah Beard                                         | Eglis Yaima Cruz                                        | Virginia Thrasher                           |           |
| Pistolet pneumatyczny 10 m   | Laina Pérez                                         | Andrea Pérez Peña                                       | Sheyla González                             |           |
| Pistolet sportowy 25m        | Sandra Uptagrafft                                   | Diana Durango                                           | Andrea Pérez Peña                           |           |
| Trap                         | Ashley Carroll                                      | Rachel Tozier                                           | Alejandra Ramírez                           |           |
| Skeet                        | Kim Rhode                                           | Francisca Crovetto                                      | Dania Vizzi                                 |           |
| Pary mieszane                |                                                     |                                                         |                                             |           |
| Pistolet pneumatyczny 10 m   | Kuba · Laina Pérez · Jorge Grau                     | Stany Zjednoczone · Miglena Todorova · Nickolaus Mowrer | Ekwador · Andrea Pérez Peña · Yautung Cueva |           |
| Karabin pneumatyczny 10 m    | Argentyna · Fernanda Russo · Marcelo Gutierrez      | Stany Zjednoczone · Minden Miles · Lucas Kozeniesky     | Meksyk · Gabriela Martínez · Edson Ramirez  |           |
| Trap                         | Stany Zjednoczone · Ashley Carroll · Derek Haldeman | Stany Zjednoczone · Rachel Tozier · Brian Burrows       | Kanada · Amanda Chudoba · Curtis Wennberg   |           |